# 约翰·莫尔斯比
约翰·莫尔斯比（英語：John Moresby，1830年3月15日—1922年7月12日）是一位探索了新几内亚海岸线的英国海军军官，也是第一个到达莫尔斯比港的欧洲人。

## 生平事迹
约翰·莫尔斯比出生于英格兰萨默塞特郡阿勒福特，是海军元帅费尔法克斯·莫尔斯比与伊丽莎·路易莎之子。他很小就以一等水兵的身份在海军服役。1872年7月以1031吨的明轮巡洋舰蛇怪号船长身份访问了埃利斯群岛，后在新几内亚东部进行水文调查与海道测量。1873年，在新几内亚南部海岸进行水文调查时，他成为第一位到达莫尔斯比港的西方人，并以其父费尔法克斯·莫尔斯比名字将该港命名为费尔法克斯港（Fairfax Harbour）和莫尔斯比港（Port Moresby）。在该地原有的土著村庄（Hanuabada）的基础上建立城镇，后发展成为巴布亚新几内亚首都。
约翰·莫尔斯比也在探寻一条往返澳大利亚与中国间最短的航线，在岛的东端发现了中国海峡。他继续沿着西北海岸进行探索，直到抵达休恩湾。
1876年9月29日至1878年3月6日，恩底弥翁号纳入约翰·莫尔斯比的指挥。
1878年调离恩底弥翁号前往百慕大任职。1881年晋升为海军少将，成为贸易委员会和上诉法院的顾问。1888年以海军中将身份退役，并于1922年7月12日在英格兰汉普郡费勒姆逝世。

## 家庭
约翰·莫尔斯比1859年在爱尔兰科夫与简·威利斯·斯科特结婚。

## 出版书籍
- New Guinea and Polynesia..., John Moresby, John Murray 1876 (reprinted 2002, Elibron Classics, ISBN 1-4021-8798-X)
- Two Admirals, Admiral of the Fleet, Sir Fairfax Moresby (1786–1877), and His Son, John Moresby. A Record of Life and Service in the British Navy for a Hundred Years, John Moresby, Murray, London 1909